# George E. Pugh
George E. Pugh (Cincinnati, 1822. november 28. – Cincinnati, 1876. július 19.) az Amerikai Egyesült Államok szenátora (Ohio, 1855–1861).